# 라인 공화국
라인 공화국(독일어: Rheinische Republik 라인셰 레푸블리크[*])은 오늘날의 독일연방공화국 노르트라인베스트팔렌주 지역에서 수립된 미승인국이다. 1923년 프랑스 제3공화국 육군이 전쟁배상금 체불을 빌미로 라인란트 지역을 침공(루르 점령)하자 무력한 바이마르 공화국 정부에 환멸한 라인란트 주민들이 독립을 시도한 결과 만들어졌다. 1924년 도스 안에 따라 프랑스군이 철수하고 라인란트가 바이마르 공화국에 반환되면서 붕괴하였다.

## 같이 보기
- 베르크 대공국
- 자르 분지 지역